# فلوریان گوته
فلوریان گوته (انگلیسی: Florian Gothe؛ زادهٔ ۹ اوت ۱۹۶۲) بازیکن فوتبال اهل آلمان است.
از باشگاه‌هایی که در آن بازی کرده‌است می‌توان به باشگاه فوتبال زاربروکن و باشگاه فوتبال بوخوم اشاره کرد.